# Manuel Montesinos y Molina
Manuel Montesinos y Molina (1796-1862) fue un militar y reformador español. Aunque menos conocido que su contemporáneo Alexander Maconochie, se le considera creador del sistema progresivo penitenciario.

## Vida Militar
Manuel Montesinos y Molina nace el 17 de junio de 1796 en San Roque (Cádiz). Con tan sólo 12 años, y provisto de caballo propio, se alista voluntario en el Regimiento de Caballería Santiago (mandado por el General Castaños).
Durante la Guerra de la Independencia, pelea en las Batallas de Andújar (16 de julio de 1808), Bailén (19 de julio de 1808), batalla en la que se produce la primera derrota de los ejércitos napoleónicos en Europa y en donde es herido de gravedad, por lo que obtiene su primera medalla; Tudela (26 de noviembre de 1808) y en la retirada a Zaragoza. El 31 de diciembre vuelve a ser herido (en el Sitio de Tejares). Hecho prisionero, el 21 de febrero de 1809, durante una acción en los Arrabales de Zaragoza, por las tropas invasoras, es conducido a Francia, al Arsenal de Tolón, donde pasa cinco años de cautiverio tras los que regresa a España el 25 de junio de 1814. Se le concede las Medallas de Sufrimiento por la Patria y la del Sitio de Zaragoza.
Desde el 25 de agosto de 1818 pasa a prestar servicio en la Secretaría del Ministerio de la Guerra, hasta el 7 de julio de 1822. Tras el Trienio Liberal y la consiguiente caída del régimen constitucional, se exilia en Francia, desde donde viaja por varios países europeos y por Estados Unidos, entre 1824 y 1826. El 22 de junio de 1827 es destinado al Regimiento de Caballería Castilla y el 24 de febrero de 1827 al Regimiento de Caballería Borbón, con sede en Valencia.
Desde 1830, desempeña un cargo en la Secretaría de la Capitanía General de Valencia, el de Secretario de la Junta de Alistamiento de la Milicia Nacional. Y en 1832 es nombrado Pagador del Presidio de Valencia.

## Reformador Penitenciario
El 5 de septiembre de 1834 el capitán general de Valencia nombra al, por entonces, Teniente Montesinos, Comandante interino del Presidio de Valencia (establecido en las Torres del Cuartel) debido a que el anterior alcaide estaba sometido a un proceso judicial tras el amotinamiento, en agosto de ese año, del millar de presos del penal y por las posteriores represalias llevadas a cabo sobre dichos presos.
Cuando Montesinos irrumpe en el panorama penitenciario español, las prisiones apenas eran más que meros lugares de retención, sin la más mínima y necesaria higiene y en donde los presos permanecían encadenados; situación que había ido mejorando, poco a poco, a lo largo del primer tercio del siglo XIX, hasta la promulgación de la Ordenanza de Presidios del Reino, en 1834, debida al General Abadía.
En 1835, obtiene el nombramiento definitivo y el ascenso a Capitán, por los buenos resultados obtenidos hasta ese momento.
Un año después, en 1836, Montesinos pide la cesión del Convento de San Agustín (desafecto a la Iglesia desde las Desamortizaciones), para convertirlo en presidio y desde el que realiza su meritoria labor correccionalista y penitenciaria.
Para evitar gastos a la Hacienda Pública, inmersa en aquellos tiempos en sufragar la guerra contra los carlistas y, por tanto, poco reacia a desviar fondos y que su proyecto no pudiera ser puesto en práctica, hizo que el Convento fuera acondicionado por los propios presos.
A finales de 1834, iniciada ya la Primera Guerra Carlista, entre cristinos y carlistas, Montesinos debe compaginar el mando del presidio con el nombramiento como Ayudante del 1.º Escuadrón de Caballería, que se crea para la defensa de la ciudad ante la posibilidad de ataque del General carlista Ramón Cabrera. El 25 de octubre de 1835 pone en disposición de combate un 2.º Escuadrón, del que obtiene el mando.
Por su destacada actuación durante la I Batalla de Chiva, el 1 de abril de 1836, se le otorga la Cruz de San Fernando (al dirigir una carga de su Escuadrón contra las posiciones defensivas del General Cabrera). Se suceden otros hechos heroicos que hacen acrecentar su fama como militar distinguido.
A pesar del fin de la guerra, no es relevado del mando de su Escuadrón hasta el 12 de agosto de 1841, siendo recompensado por sus muy meritorios servicios de armas, con la Encomienda de la Orden de Isabel la Católica (pedida para él por el Ayuntamiento de Valencia). Sin Ley alguna que lo autorizara, pero amparándose en las Ordenanzas Generales de Presidios de 14 de abril de 1834, pone en práctica, entre otras medidas, la Redención de Penas por el Trabajo y la Libertad Condicional.
Es comisionado por el director general de los Presidios del Reino (José María Pérez), para crear en Sevilla otro Presidio, lo que lleva a cabo en el plazo de seis meses. En Valencia quedan el teniente coronel de Infantería Tomás Cano, como su sustituto y algunos ayudantes ilustres como Tomás Martín.
El 1 de febrero de 1839 es nombrado visitador general de los Presidios Meridionales del Reino y Plazas de África y se le ordena viajar a Málaga para organizar diversas brigadas de condenados para la construcción de la carretera Granada-Motril, así como la construcción de un presidio en Darro.
El 14 de enero de 1841 visitan el Presidio la Reina Dª María Cristina de Borbón y el Regente de España, General Baldomero Espartero, tras esta visita el Regente concede a Montesinos el grado de Coronel del Ejército y la Cruz de Carlos III, así como el nombramiento de Inspector y Visitador de los Presidios del Reino, cargo desde el que crea los penales de Algeciras, Cartagena y Valladolid.
Por su meritoria labor en este difícil campo, es nombrado Consejero áulico del director general de Presidios.
Tras la caída del Gobierno de Espartero y el advenimiento de Joaquín María López (1843), es confirmado en sus cargos, a pesar de que su afinidad política estuviera del lado de Espartero. Durante un año permanece en la Corte donde participa en la elaboración del Reglamento de los Presidios de España, promulgado en septiembre de 1844.
En 1850 continua con la organización del Presidio de Valladolid, construye el de Burgos y remodela el Penal de Toledo. En 1852 se le encomienda el traslado del Presidio de Madrid y la instalación de una Galera de Mujeres, para lo que utiliza conventos desamortizados (el de las Carmelitas y el de Santo Tomás, respectivamente, ambos en Alcalá de Henares).
Por fin, en 1854, el Coronel Montesinos solicita y le es concedida la jubilación con la gratitud de las más altas autoridades de la Nación. Fallece en la Ciudad de Valencia el 3 de julio de 1862, como consecuencia de un accidente sufrido días atrás al caerse del caballo que montaba. Diez años después, durante el I Congreso Penitenciario Internacional, celebrado en Londres en 1872, Sir Walter Crofton en persona le atribuye la invención del sistema progresivo.

## Obras escritas
- Bases en las que se apoya mi sistema penal. Valencia, Imprenta del Presidio, s.f.
- Reflecsiones (sic) sobre la organización del Presidio de Valencia. Valencia, Imprenta del Presidio, 1846 [para este trabajo he usado la edición facsímil de Librerías París-Valencia, 1979].